# Sikorsky S-64 Skycrane
O Sikorsky S-64 Skycrane é um helicóptero guindaste norte-americano bimotor, projetado para o transporte de cargas pesadas e combate a incêndios. Trata-se da versão civil do helicóptero das Forças Armadas dos Estados Unidos CH-54 Tarhe. O Erickson Air Crane é a versão atualizada da aeronave que é produzida atualmente pela empresa Erickson Incorporated..

## Desenvolvimento
Em 1992 a empresa Erickson Incorporated comprou as certificações e direitos de fabricação do S-64 que pertenciam à Sikorsky Aircraft. Desde então, a Erickson se tornou o fabricante e maior operador mundial do S-64 Aircrane, tendo realizado mais de 1.350 mudanças na fuselagem, na instrumentação e nas capacidades de carga do helicóptero.
O S-64 Aircrane pode ser equipado com um depósito fixo de 10.000 litros, que pode ser completado com líquidos retardantes de chamas, que são empregados na luta aérea contra os incêndios florestais. O helicóptero é capaz de recarregar 10.000 litros de água em 45 segundos, a partir de uma lâmina de água de somente 46 cm ou 18 polegadas de espessura. Outros usos habituais é nas atividades florestais e nos campos petrolíferos.
Os helicópteros S-64 Aircrane, se mostraram muito eficientes no combate aos incêndios florestais. Alguns S-64 foram vendidos aos serviços florestais italianos e sul-coreanos, para serviços de combate de incêndios e emergências. Alguns aparelhos da Erickson Air-Crane são alugados à organizações, empresas e governos do mundo inteiro por diferentes períodos para serem utilizados na extinção de incêndios, emergências, obras e corte de árvores.
Erickson está construindo novos S-64, assim como remodelando CH-54 já existentes, entre estes, os modelos que prestam serviço ao exército dos Estados Unidos, estão sendo modernizados com novos motores mais potentes a fim de alcançar a especificação de 20 toneladas. Erickson iniciou a tradição de dar a cada S-64 um apelido, sendo "Elvis", o mais conhecido e que presta serviços na Australia extinguindo incêndios florestais.

## Especificações (S-64E)
Dados de: The International Directory of Civil Aircraft
Descrições gerais
- Tripulação: 2 (piloto e co-piloto) + 1 operador do guincho elétrico na parte traseira da cabine
- Capacidade: 9.200 kg de carga
- Comprimento: 21,41 m (70 ft)
- Diâmetro do rotor(es): 21,95 m (72 ft)
- Altura: 5,67 m (19 ft)
- Largura: 2,36 m (7,7 ft) da fuselagem
- Área rotor: 378.1 m²
- Peso vazio: 8 724 kg (19 200 lb)

Motorização
- Número de motores: 2x
- Tipo do motor: Turboeixo
- Fabricante/modelo: Pratt & Whitney JFTD12-4A (T73-P-1)
- Potência por motor: 4 500 hp (3 360 kW)

Performance
- Velocidade máxima: 203 km/h (126 mph)
- Velocidade de cruzeiro (km/h): 169 km/h (105 mph)
- Velocidade total em Nó: 91 kn (169 km/h)
- Alcance: 370 km (230 mi)
- Razão de subida: 6,8 m/s
- Tecto de serviço: 2 743 m (9 000 ft)

## Modelos

### Sikorsky Skycrane
S-64
Protótipo.
S-64A
Seis aparelhos de testes e avaliação para o Exército dos Estados Unidos.
S-64E
Versão civil do CH-54A. Foram fabricados sete aparelhos.

### Erickson Aircrane

Esboço do helicóptero Sikorsky S-64

S-64E
Foram modernizados e certificados vários CH-54A já existentes. Foi produzido um aparelho novo. 17 helicópteros operacionais no total.
S-64F
Alguns foram modernizados, tendo como mudanças notáveis a nova cabeça do rotor principal com 6 pás e trens de pouso principal com duas rodas. Também foram certificados vários aparelhos CH-54B. Também utilizam os dois motores turboeixo Pratt & Whitney T73.